# Sluggy Freelance
Sluggy Freelance är en webbserie skriven och ritad av Pete Abrams och har uppdaterats dagligen sedan den 25 augusti 1997.